# النجاح عن طريق كارثة
النجاح عن طريق كارثة (بالإنجليزية: Pass by catastrophe) هي أسطورةٌ مَدنية أكاديمية، تقترحُ أنهُ في حالة حدوث حدثٍ كارثيٍ مُعين فإنَّ الطلاب الذين قد يتأثر أدائهم بالحدث يتم منحهم درجات النجاح تلقائيًا؛ وذلك اعتمادًا على أنه لن تكون هُناك طريقةٌ عادلةٌ لتقييمهم، وأنه يجبُ عدم مُعاقبتهم بسبب الكارثة.

## أمثلة
- إذا توفيَّ شخصٌ أثناء الامتحان، فإنَّ جميع الطلاب الآخرين الحاضرين ينجحون.
- إذا احترقت الجامعة أو دُمرت بأي طريقةٍ أُخرى، فإنَّ جميع الطلاب الحاليين يتخرجون مباشرةً بدرجة البكالوريوس.
- الطالب الذي تصطدمه حافلةٌ داخل الحرم الجامعي، سوف يتلقى المحاضرات مجانًا.[1]

الصيغة الأكثر شيوعًا من هذه الأسطورة، بأنهُ إذا أقدم رفيق سكن أحد الطلاب على الانتحار، فإنَّ الطالب الآخر في السكن سوف يُمنح درجة أ (A) مباشرةً في نفس الفصل الدراسي. تأتي هذه الصيغة من أفلام الرجل الميت في الحرم الجامعي (Dead Man on Campus) والمنحنى (The Curve)، بالإضافة إلى حلقاتٍ من عدة مسلسلات تلفزيونية.
حقق خبير الأساطير المدنية جان هارولد برونفاند في كتابه "Curses! Broiled Again!" حول الادعاءات بأنهُ إذا انتحر رفيق سكن أحد الطلاب فإنَّ الآخر يحصل على درجة أ (A) مباشرةً في نفس الفصل الدراسي، ولكنه لم يجد أي كليةٍ أو جامعةٍ لديها هذه القاعدة. وصف عالم الاجتماع وليام فوكس هذه الأسطورة ومتغيراتها، مثل الصيغة التي تنطبق على وفاة رفيق السكن، كما أنهُ وجدَّ أنها عبارة عن أساطير ولا يُوجد أساس لها في الواقع. يُصنف موقع سنوبس.كوم هذه الصيغة على أنها كاذبة.

## على أرض الواقع
على الرغم من عدم اعتمادها لأي قاعدةٍ مُشابهةٍ لهذه الأسطورة، إلا أنهُ قد تقوم العديد من المدارس والسلطات القضائية بإجراءاتٍ أو تعديلاتٍ فردية للطلاب في بعض الحالات الصعبة. يُسمح للمرشحين عبر المجلس المشترك للمؤهلات في المملكة المتحدة بالتقدم بطلبٍ لتعديل درجاتهم (حتى 5%) إذا كانوا قد استوفوا جميع مؤهلات الامتحان لكنهم يعانون من مرضٍ مُؤقت أو إصابةٍ مؤقتة أو غير ذلك من الإعاقات في وقت التقييم. في حالة وفاة مرشحٍ مؤهلٍ قبل الانتهاء من الامتحان، يمكن طلب شهادةٍ فخرية له.
في فيكتوريا في أستراليا، يأخذُ الطالب اختبار التحصيل العام (GAT) في منتصف الفترة خلال العام، وفي حالة حدوث حدثٍ يُؤثر على أدائهم في الامتحانات النهائية، فإنهُ يتم استخراج نتائجهم من علامات الدورات الدراسية والعلامات التي تلقوها في اختبار التحصيل العام.
في 12 نوفمبر 2019، داهمت شرطة هونغ كونغ الجامعة الصينية في هونغ كونغ ودمرت محتواها في منتصف الليل. أعلنت إدارة الجامعة بذلك عن نهاية الفصل مبكرًا قبل يومين من نهايته، ويُمكن لجميع الطلاب الانتقال إلى الفصل الدراسي التالي.